# Цвет кожи человека

Распределение цвета кожи людей на земле исходя из коренных популяций.

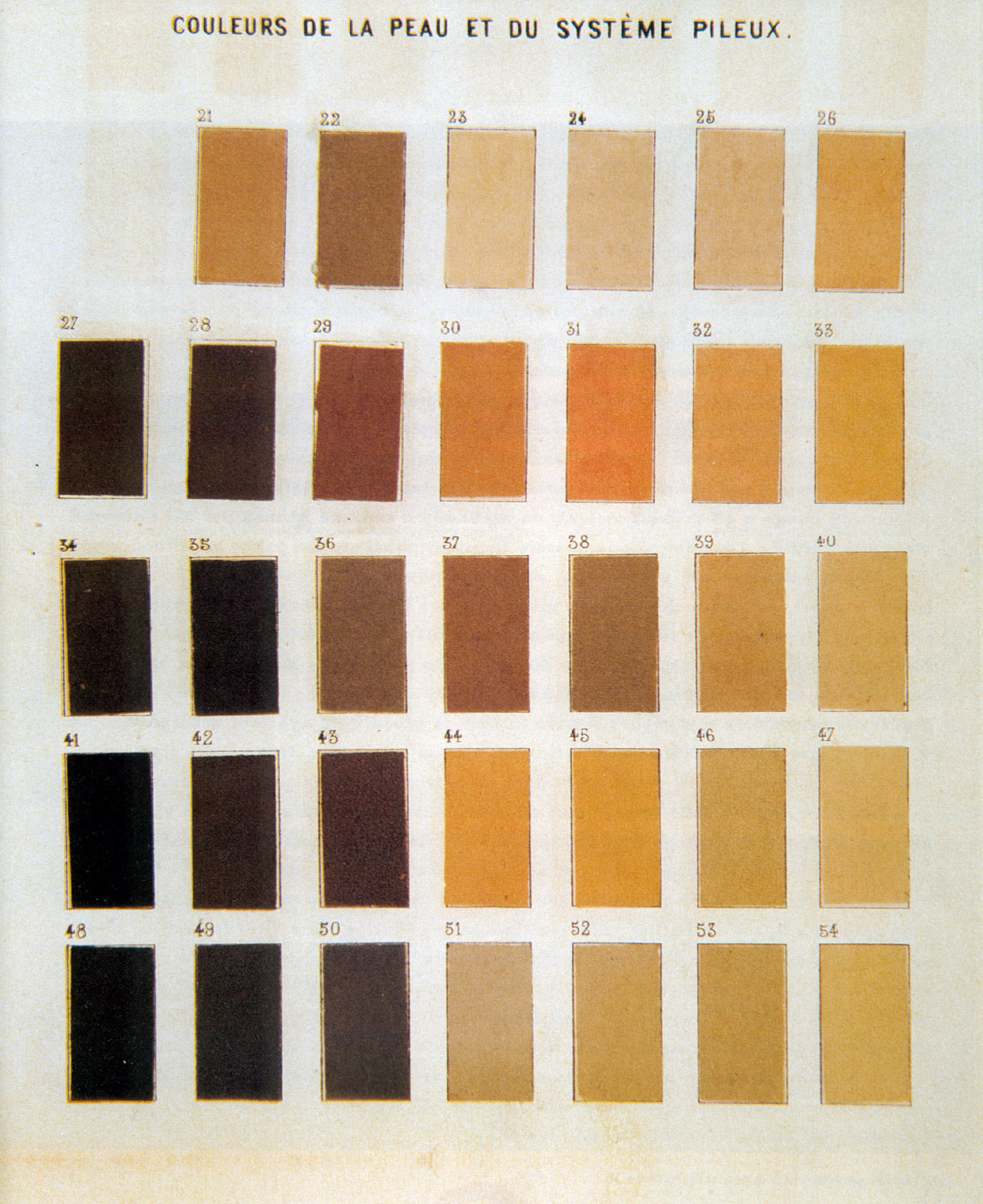
Таблица цвета кожи Поля Брока

Цвет кожи у человека определяется, в основном, коричневым пигментом меланином. 

## Описание
Доля меланина в коже обусловлена генетически, однако в рамках определённого интервала она зависит и от интенсивности ультрафиолетового излучения, попадающего на кожу. Вторым важным фактором, определяющим цвет кожи, является природа кровеносных сосудов, находящихся под ней. В зависимости от меры их расширения или, наоборот, сужения, наблюдается покраснение или бледность.
Цвет кожи не одинаков по всему телу. Ладони и ступни содержат мало меланина, и кожа на них поэтому светлее остальной кожи. Губы, как и слизистые оболочки, красного цвета, который им придают кровеносные сосуды, располагающиеся относительно близко к тонкому и практически прозрачному слою кожи. Кожа на кончиках пальцев, на ушах и на носу также несколько красноваты, так как кровеносные сосуды также расположены рядом с поверхностью. У женщин в районе сосков, ануса и вульвы, у мужчин в районе сосков, ануса и мошонки кожа темнее вследствие повышенной концентрации меланина.

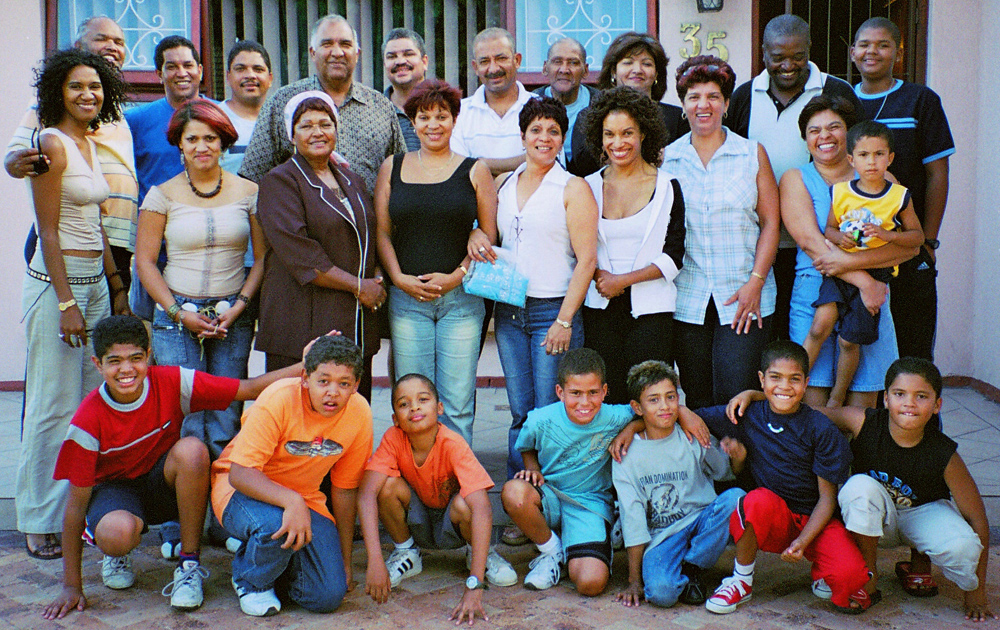
Некоторые варианты цвета кожи в пределах семьи цветных Южной Африки

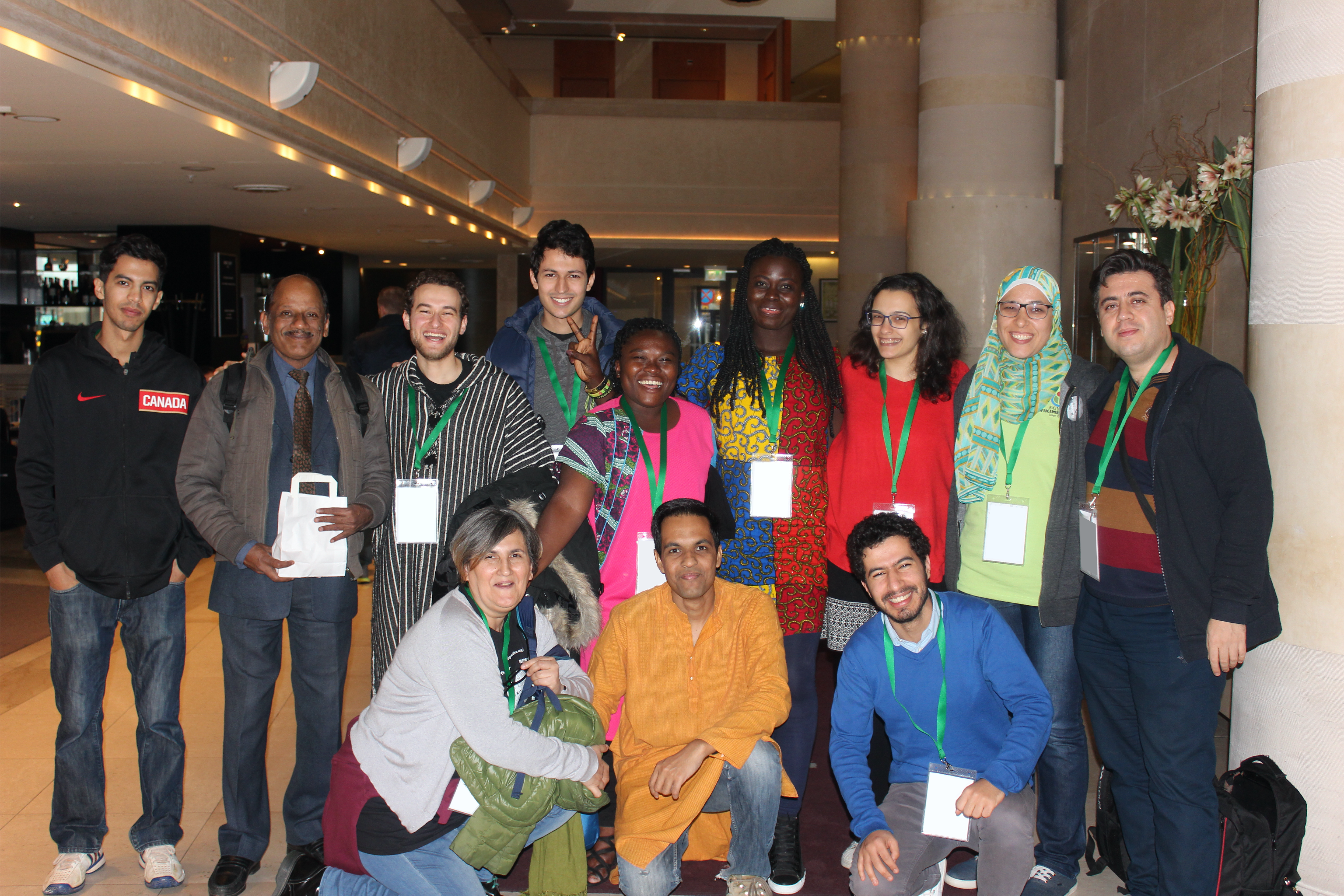

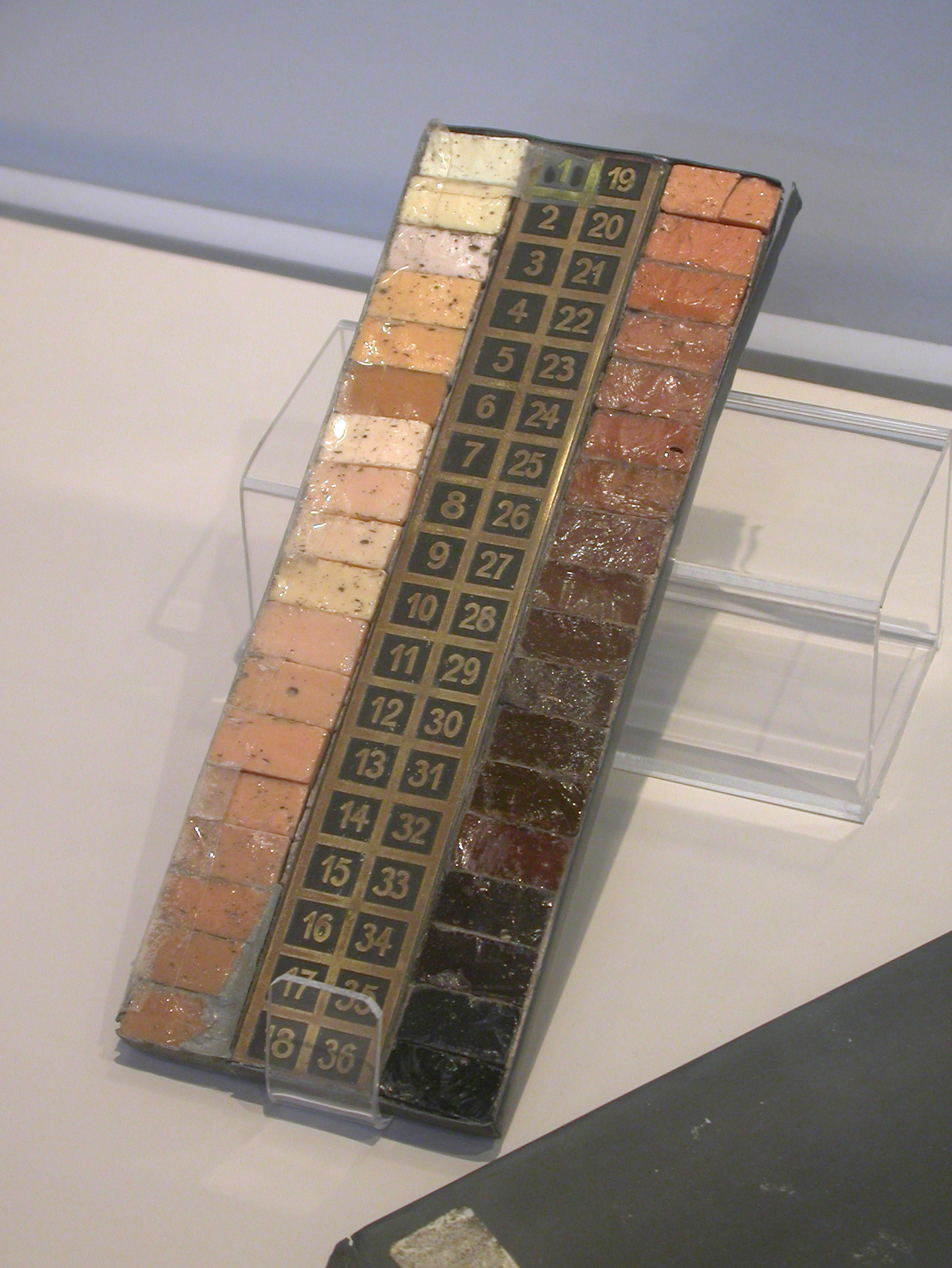
Цветная шкала Феликса фон Лушана

Цвет кожи является результатом приспособления определённой популяции к интенсивности солнечного излучения в её географическом ареале. Меланин при этом выполняет функции защиты от ультрафиолетового излучения солнца, без него кожа бы старела значительно быстрее, а также имел бы место повышенный риск заболевания раком кожи. Меланин предотвращает воздействие ультрафиолетового излучения, повреждающего генетический аппарат клетки.
Первые люди вида Homo sapiens были темнокожими, что в условиях центральной и восточной Африки обеспечивало защиту от ультрафиолетового излучения. У части популяций, переселившихся из Африки в более северные широты, закрепилась мутация, которая обеспечивает более светлый оттенок кожи и лучший синтез витамина D. Есть также теория о том, что депигментация произошла вследствие принципиального изменения в рационе питания (увеличение доли углеводов с переходом к сельскому хозяйству около 10 тыс. лет назад).
У альбиносов меланин отсутствует полностью из-за генетической мутации. Вследствие этого у них светлая не только кожа, но и волосы.
В современных популяциях с тёмной кожей ассоциированы варианты SLC24A5 (G) и  MFSD12 (T), со светлой кожей —  варианты SLC24A5 (А) и MFSD12 (С).
В геноме человека восемь участков особенно связаны с уровнем пигментации кожи. Семь более бледных вариантов кожи появились по крайней мере 270 тыс. лет назад. Четыре из них возникли более 900 тыс. лет назад. Две мутации, связанные с пониженной активностью гена MFSD12, найденные у африканцев с очень тёмной кожей, появились ок. 500 тыс. лет назад. Ген DDB1 играет важную роль в ремонте ДНК после воздействия  ультрафиолета и, соответственно, снижает риск меланомы. В африканских популяциях высока частота защитных аллелей, и, как следствие, меланома практически не встречается. Учёные обнаружили, что ген DDB1 за пределами Африки находится под сильным отбором. Мутации, ассоциированные с тёмной кожей в неафриканских популяциях начали вымываться от 80 до 60 тысяч лет назад. Мутация rs1426654 (A) в гене SLC24A5 на хромосоме 15, связанная со светлой кожей, распространена в Европе, Северной Индии, Пакистане, у некоторых восточноафриканских афроазиатских популяций в Эфиопии и Танзании, имеющих генетический вклад из Южной Азии и с Ближнего Востока, (28—50 %), у южноафриканских банту и бушменов сан в Ботсване (5—11 %). В Евразии популяции с мутацией rs1426654 (A) разделились около 29 тыс. л. н. (от 31 до 28 тыс. л. н.) В Африку аллель rs1426654 (A) попала в результате потока генов во время обратной миграции неафриканцев из Западной Евразии в Восточную Африку > 5 тыс. л. н. (от 9 до 3 тыс. л. н.). Древние жители Европы эпохи палеолита и мезолита были темнокожими. Впервые гены SLC24A5 и SLC45A2, которые приводят к депигментации и осветлению кожи, были обнаружены в останках древнего человека, жившего на территории современной Швеции около 7700 лет назад. У восточноевропейского охотника-собирателя (EHG) (11,55 тыс. лет назад) из Сиделькино (Самарская область) выявлен ген SLC45A2 (L6106 with 1/1 G). У гена MFSD12 выявлен вариант, который вызывает его повышенную экспрессию и светлый цвет кожи. Он встречается только у индейцев и у жителей Восточной Азии.